# Philodendron popenoei
Philodendron popenoei är en kallaväxtart som beskrevs av Paul Carpenter Standley och Julian Alfred Steyermark. Philodendron popenoei ingår i släktet Philodendron och familjen kallaväxter. Inga underarter finns listade.